# كيلبي
كَيلْبِي أو كَلْبِي (بالإنجليزية: Kelpie)‏ أو الكالِب أو كيلبي الماء (بالإنجليزية: water kelpie)‏ ويُكتب أيضًا كُولبِي (بالإنجليزية: Kolpy)‏، وفق الأساطير هو شيطان مائي محتال يكمن في البحيرات والأنهار في إسكتلندا القديمة. ويكون عادة على هيئة أو شكل حصان صغير. تَروي الأسطورة أنَّه عندما يتعب المسافر ويجلس ليستريح قرب بحيرة أو يريد أن يشرب من مائها أو نهر سوف يرى حصانًا ينظُر إليه في هيئة مسالمة ووادعة. وعندما يمتطي المسافر الحصانَ يغوص كيلبي في الماء، ويمضي المسافر طريقه بسلام سوى أن ثيابه تكون مبللة. وفي رواية أخرى هو روح يكمن في البحيرات والأنهار وظيفته هي إغراق المسافرين. وعادة ما يظهر على شكل حصانٍ يقوم بإغواء وإغراء ضحاياه بركوبه ثم يجري مُسرعًا نحو بحيرةٍ أو نهرٍ لِيُغرِقَ من يمتطي ظهره. ومن أجل ذلك، أصبحت أسطورة كيلبي تعني «الموت المحتم» أو الوشيك.
أسطورة كيلبي تُعد من ضمن الأساطير القلطية. كما ويوجد لها نظائر في الثقافات الأخرى. يوصف كيلبي عادة بأنه مخلوق أسود يشبه الحصان، ويمتلك القدرة على تحويل شكله إلى شكل بشري. وتشير بعض الروايات إلى أنَّ كيلبي حينما يغير شكله الحيواني إلى بشري تبقى حوافره بارزة، وهذا الأمر يُحيل إلى الفكرة المسيحية أو التصور المسيحي عن الشيطان كما ألمح إليها روبرت برنز في قصيدته التي كتبها عام 1786 بعنوان «خطاب إلى الشيطان».
في الغالب، كل مسطح مائي كبير في اسكتلندا له قصة مرتبطة بهذا المخلوق الشبحي، ولكن الأكثر انتشارًا هي قصة بحيرة لوخ نيس. وقد لوحظت أوجه تشابه بين شخصية كيلبي والروح المائي الألماني نِك أو نِكْسِي أو الروح باكاهست الاسكندنافية. وعلى نطاق أوسع، كان يُنظر إلى الروح المائي الشرير وِيْوَن في أمريكا الوسطى والمخلوق بونييب الأسترالي على أنهما مُتناظران. كان أصل الاعتقاد بفكرة خيول الماء الخبيثة أنها كانت تضحيات بشرية قدمت ذات مرة لإرضاء الآلهة المرتبطة بالمياه، لكن الروايات حول كيلبي خدمت أيضًا غرضًا عمليًا وهو إبعاد الأطفال عن المسطحات المائية الخطرة، ولتحذير الشابات أن يكنَّ حذرات من الغرباء الوسيمين.
مُثِّلَ كيلبي بأشكاله المختلفة في الفن والأدب، وأبرزها منحوتة لتمثالين على شكل رأسي حصان يبلغ ارتفاعها 30 مترًا في مدينة فالكيرك، وانتهى العمل الفني المسمى كيلبيز في أكتوبر 2013.

## تأثيل
أصل الكلمة الاسكتلندية كيلبي غير مؤكد، ومع ذلك، يمكن اشتقاقها من الكلمات الغيلية جاليك كالبا (بالإنجليزية: Gaelic calpa)‏ أو كايلبيتش (بالإنجليزية: cailpeach)‏، والتي تعني «جُؤذر»(1) أو «مُهر». عُثِرَ على أول استخدام لكلمة «كيلبي» كإشارة تصف مخلوقا أسطوريا في مخطوطةِ قصيدةٍ كتبها ويليام كولينز مؤلفة في وقت ما قبل 1759، وتهجئتها كيلبي (بالإنجليزية: kaelpie)‏، واستخدمت الكلمة مرة أخرى من قبل الجمعية الملكية في إدنبرة عام 1788. كما ورد اسمان لمكانين في قاموس اللغة الاسكتلندية القديمة [الإنجليزية] يتضمنان كلمة كيلبي، وهما «كيلبي هوال» و«كيلبي هوول»، ووجد أيضًا في سجلات بورغ 1674 الخاصة بمدينة وأبرشية كيركودبرايت [الإنجليزية].
يَرَى الفيلسوف جوزيف شميدت أنَّ التفسير الاشتقاقي للفظة كيلبي قد يكون مرتبطًا بكلمة بالفري [الإنجليزية] من العصور الوسطى والتي تدل على سلالة الحصان القزم المسمى غالاوي بوني؛ إذ التحول إلى شكل حصان هو أمر شائع لدى جن الماء.

## المعتقدات الشعبية

### الوصف والسمات
يعرف دوجلاس هاربر، وهو مؤرخ ومؤسس قاموس علم اشتقاق الألفاظ على الإنترنت، كيلبي بأنه «اسم لأرضٍ منخفضة ترجع لشيطان على شكل حصان». إنها الروح المائية الأكثر شيوعًا في الفولكلور الإسكتلندي، إلَّا أنَّ الاسم أيضًا يُنسب إلى عدة أشكال مختلفة في الروايات الموثقة في جميع أنحاء البلاد. وسبب ذلك أنَّه في أواخر القرن التاسع عشر حينما بدأت حركة تدوين الفولكلور كانت الأنجلزة(2) غير متسقة في هجائها ومتناقضة في أحيان كثيرة مما أدى إلى ظهور أسماء مختلفة لنفس الروح. وفي نفس السياق، ترى الثيوصوفية هيلينا بتروفنا بلافاتسكي أنَّ جميع التسميات المختلفة للجنيات والجن -الكائنات الخارقة غير المرئية عموما- الموجودة في جميع التراث الأسطوري والفلكلوري والشعري الخاص بجميع الأمم، القديمة والحديثة، تنضوي تحت تسمية عامة شاملة ألا وهي الجنيات والجن، ولا تخلو أمة من الأمم القديمة والحديثة من هذه المخلوقات الخارقة ومن المتعذر حصر هذه الأسماء المختلفة لكثرتها واختلافها.
دار خلاف بين المُفسرين حول الموطن المائي الطبيعي لكيلبيس (كيلبي، عُشب البحر). حيث ذهب كُلّ من الفولكلوريين جون جريجورسون كامبل [الإنجليزية] من القرن التاسع عشر، والكاتب لويس سبينس من القرن العشرين، وكاثرين ماري بريجز [الإنجليزية] إلى الرأي الذي يجعل من كيلبي أرواحًا تقطن بجانب الأنهار مميزينه بذلك عن الحصان المائي السلتي (إتش-يوسجي [الإنجليزية]) الذي يقطن ضفاف البحيرات. ومع ذلك، لم يُعمم هذا الرأي بين الباحثين، فقد زعم السير والتر سكوت أنَّ كيلبي يتواجد أيضًا على امتداد البحيرات ولا يقتصر على الأنهار فقط. اضطلع قاموس ماكيلوب بمهمة حلحلة تعارض الأراء ونص على أنَّ كيلبي (عشب البحر) كان يُظن في البداية أنه يقطن المجاري المائية، لكن بعد ذلك أصبح يتواجد في كل المسطحات المائية. لكن هذا التمييز يجب أن يظل قائمًا، كما يقول أحد المعلقين، والذي يقول أنَّ ترجمة (إتش-يوسجي) ترجمت خطأ إلى كيلبي في الإنجليزية العامة، وبالتالي أدى ذلك إلى الإعتقاد بأنه يعيش في البحيرات.
يربط آخرون مصطلح كيلبي بمجموعة متنوعة من المخلوقات الأسطورية. ومن هذه المخلوقات المتناظرة مع كيلبي في بعض مناطق إسكتلندا الحصان الأسطوري نيوجلي [الإنجليزية] من جزر شتلاند والروح البحرية تانجي أو تونجي [الإنجليزية] من جزر أوركني، وفي مناطق أخرى من المملكة المتحدة هناك الحصان المائي الويلزي سيفيل دور [الإنجليزية] والعفريت المُشعر أو الحصان المائي كابيل-أوشتي [الإنجليزية]. ولوحظ أنَّ هناك تشابه بين كيلبي ونِيك أو نكس الألماني الشائع وباكاهست الاسكندنافي، ولاحظ نيك ميدلتون أنَّ كيلبي في الفولكلور الإسكتلندي هو نظير مُباشر لباكاهست من الفولكلور الاسكندنافي. ويُنظر إلى ويهوين في أمريكا الوسطى وبونييب الأسترالي كمخلوقات مماثلة لكيلبي في أجزاء أخرى من العالم.
يُوصف كيلبي الأسطوري عادة بأنه حصان أسود قوي وجميل يقطن البرك العميقة النهرية والجداول في إسكتلندا، وينقض على أي إنسان يصادفه، وإنَّ إحدى الخصائص المميزة لكيلبي الماء هي أن حوافره مُنعكسة مقارنةً بحوافر الحصان العادي، وهي سمة مشتركة أيضًا بينه وبين الروح نيكور الأيسلندية. ويصور كيلبي في تقليد أبردينشاير على أنه حصان مع لبدة من الثعابين، في حين أن روح الخيول المقيمة في نهر سبي [الإنجليزية] كانت بيضاء ويمكن أن تغري الضحايا الراكبة على ظهرها بالغناء.

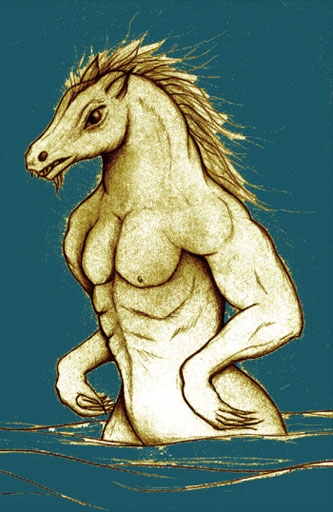
المخلوق المتحول إتش-يوسجي وهو روح مائية في الفولكلور الاسكتلندي.

وصف والتر جريجور [الإنجليزية]، وهو فلكلوري ومن أوائل أعضاء جمعية الفولكلور [الإنجليزية]، طبيعة المخلوق كيلبي بأنها «نافعة» و«مؤذية» في آنٍ معًا أو تسعى إلى «الرفقة البشرية». يُروى في بعض الحالات، بأنَّ كيلبي كان يسحب ضحاياه لأعماق المياه ويقوم بالتهامهم ثُمَّ يرمي أحشاءهم على الضفاف والجروف والحافات المائية. إنَّ كيلبي وهو متخذ شكله الحصاني قادر على مد وإطالة ظهره ليتمكن من حمل العديد من الفرسان دفعة واحدة ليغوص بهم إلى الأعماق، وفي أحد المواضيع الشائعة في الحكايات هو أنَّ العديد من الأطفال يتسلقون بعناء ظهر المخلوق بينما يبقى أحدهم على الشاطئ. وعادة ما يكون صبيَّا صغيرا وإنَّ سبب بقائه على الشاطئ هو أنَّه حينما داعب رقبة الحصان التصقت يده على المخلوق ولكي يخلص نفسه من المصير المشؤوم بادر إلى قطع أحد أصابعه أو يده كاملة وبذلك فقد كتبت له النجاة على عكس أقرانه الذين قضى عليهم المخلوق بسحبهم إلى أعماق الماء والتهامهم وربما عثر في وقت لاحق على أحشائهم ملقاة على أحد الضفاف. ترى كاترين ماري بريجز إنَّ المخلوق الذي يقطن غلين كيلتني في بيرثشاير هو كيلبي، وإنَّ هناك قصة مماثلة في بيرثشاير تحدد المجرم بأنه إتش-يوسجي [الإنجليزية] الذي يشبه كيلبي لكنها تُسقط الإضافة المتعلقة بالصبي الصغير المذكور آنفًا. الفتى بتر أصبعه في مدينة الحادثة وهي تورسو حيث حُددت هوية الجاني وهو كيلبي الماء. تُعين نفس هذه الحكاية التي تدور أحداثها في منطقة سنارت [الإنجليزية] في مرتفعات اسكتلندا عدد الأطفال والذي بلغ تسعة أطفال واحد منهم فقط عثر على أحشائه. ومرة أخرى يعاد سرد نجاة الطفل من خلال بتر أصبعه لكن يُعزى سبب نجاته إلى كونه كان يحمل الكتاب المقدس في جيبه. يعتبر جريجورسون كامبل أن المخلوق المسؤول عن الحادثة كان حصانًا مائيًا وليس كيلبي، والحكاية «من الواضح أنها احتيال ديني لمنع الأطفال من التجول في أيام الأحد».
تصف الأساطير كيلبي بأنَّه مخلوق مُنزوٍ، وفي القصة الخيالية التي دونها جون إف كامبل [الإنجليزية] في كتابه الموسوعي "حكايات المرتفعات الغربية الشعبية [الإنجليزية]" (1860) هناك منظور مختلف لشخصية كيلبي، وعنوانها هو "the Drocht na Vougha or Fuoah" وتضم تفاصيل عن جسر الجنيات وكيلبي كما تضم أيضًا مجموعة من مخلوقات الـ"فوات [الإنجليزية]" والتي تعني حرفيا «الكراهية» بالأيرلندية وهي مجموعة من الأرواح المائية. قررت هذه الأرواح بناء جسر فوق الماء لأنهم سئموا من عبور مياه كلوس جورنيهي [الإنجليزية] في كل مرة بركوب القواقع. لذلك، كان الجسر الذي صنعته تحفة رائعة مع أرصفة وأعمدة مصنوعة من الذهب. وعندما بارك أحد المارة عمل الأرواح في هذا الجسر غرق الجسر من فوره وأصبح منطقة رمال متحركة تحت الماء. سجلت نفس القصة من قبل عضو جمعية الفولكلور وجامعة الفولكلور شارلوت ديمبستر تحت عنوان جسر كيلبي (1888) دون ذكر فوغاس أو فوات (الأرواح). تقتبس الكاتبة والفلكلورية جينيفر ويستوود [الإنجليزية] نفس القصة، واستخدمت نفس الوصف لكيلبي. وفي رأيها، في هذا السياق وفي بعض القصص الأخرى، أنَّ كلمة كيلبي استخدمت بشكل غامض للإشارة إلى شيء مشابه لـ «العفاريت».
إنَّ السلالة الناتجة عن التزاوج بين كيلبي والحصان العادي كان من المستحيل طمسها، إذ هي تُميز من خلال آذانها القصيرة غير المُعتادة، وهي سمة مشتركة بينه وبين ثور الماء [الإنجليزية] الأسطوري أو طربه-يوسجي [الإنجليزية] كما يكتب في اللغة الغيلية الاسكتلندية.

### تغيير الشكل

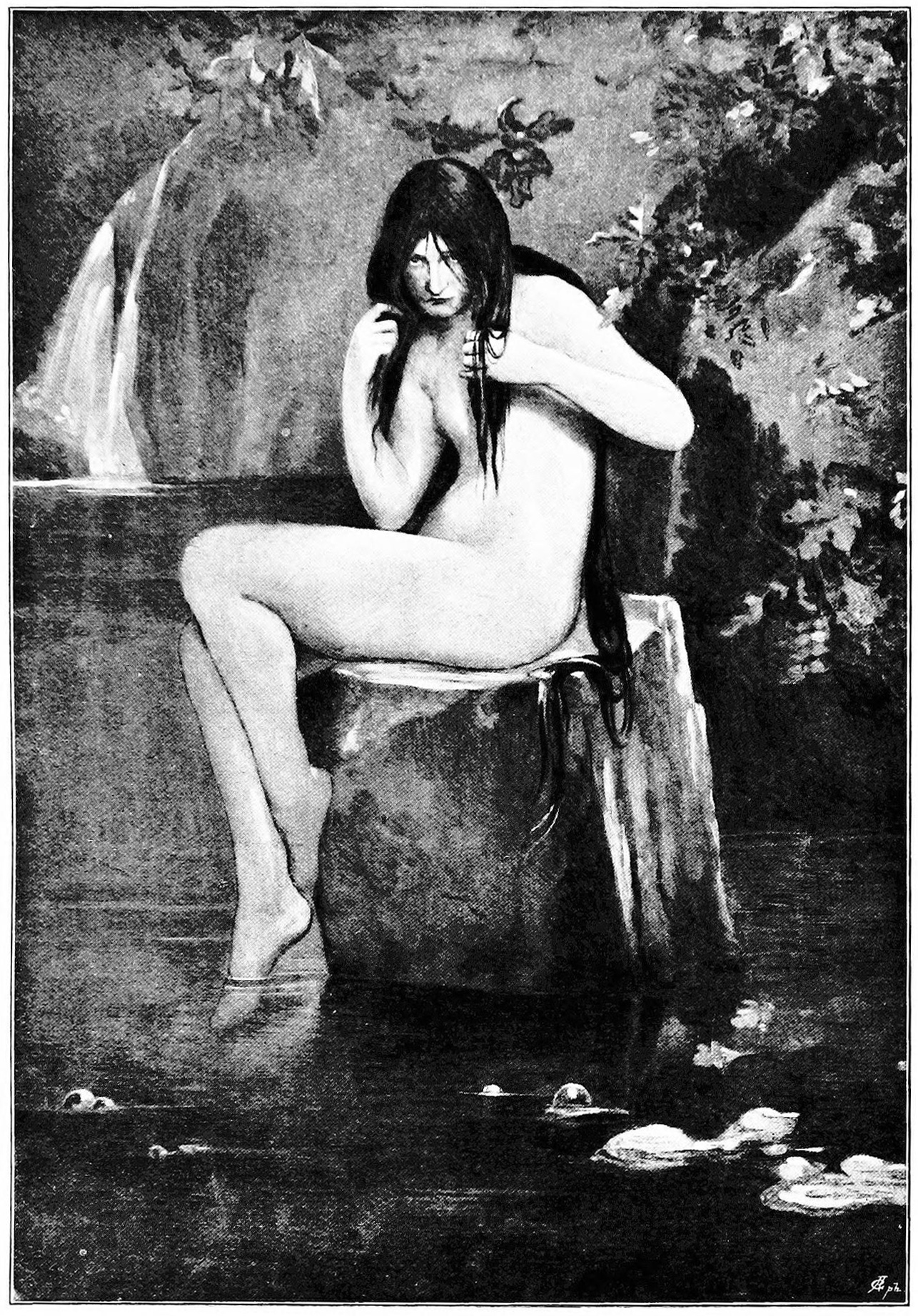
كيلبي بواسطة توماس ميلي داو 1895

يمتلك كيلبي قدرة تغيير شكله الظاهري إلى الهيئة الحصانية، كما وبمقدوره أن يتخذ هيئة بشرية كذلك. ومن الأمور التي تكشف تنكره بهيئة بشرية هو ملاحظة الأعشاب المائية عالقة على شعره. وقد وصف كيلبي من قبل جريجور بأنه اتخذ هيئة رجل عجوز حكيم يتمتم باستمرار مع نفسه أثناء جلوسه على جسر وهو منشغل بخياطة/تطريز بنطالين. وباعتقاد منه أنه كيلبي، قام أحد السكان المحليين بضربه على رأسه، مما جعله يتحول إلى شكله الأصلي ويلوذ بالفرار نحو مخبأه في أحد البرك القريبة. وتصف روايات أخرى كيلبي عندما يظهر في شكل بشري بأنه «رجل فظ أشعث يثب خلف فارس منفرد، ويثبته فيسحقه»، أو أنه ينفرد بالبشر ويمزقهم ويلتهمهم.
جاء في حكاية شعبية من بارا [الإنجليزية](3) أنَّ كيلبي الوحيد يتحول إلى شاب وسيم ويحاول إغواء فتاة جميلة لتكون زوجته. ومع ذلك، استطاعت الفتاة أن تُميز الرجل بأنه ككيلبي، وبينما كان الرجل نائمًا، نزعت الفتاة قلادته الفضية (أي اللجام)، ومن فوره رجع كيلبي إلى شكله الحصاني فتركبه الفتاة وتعود به إلى مزرعة والدها ليجعلونه يعمل في المزرعة لمدة عام. وفي نهاية العام، ركِبَت الفتاة كيلبي وذهبت عند رجل حكيم لطلب مشورته في أمر كيلبي، فطلب الحكيم منها أن تُعيد القلادة الفضية له. ثم طلب الحكيم من كيلبي أن يتحول إلى هيئة الشاب الوسيم الذي وجدته عليه الفتاة أول مرة، وأعطاه الخيار في أن يعود لشكله الأصلي (كيلبي) أو أن يصبح فانيًا (بشرًا). وبدوره سأل كيلبي الفتاةَ في حال تحول إلى رجل فهل تقبل الزواج منه. وأجابت الفتاة بأنها ستقبل، وهنا تحول كيلبي إلى رجل فانٍ، وتزوج القرينان.
جرت العادة تقليديًا في أن يكون كيلبي في هيئته البشرية ذكرًا. وفي أحد القصص المعدودة يُوصف كيلبي بأنَّه اتخذ شكلا أنثويا وذلك في منطقة مونون هاوس في روس وكرومارتي [الإنجليزية]. تحكي القصة عن امرأة طويلة القامة ترتدي اللون الأخضر، مع وجه ذابل وهزيل ومشوه بسبب ورم خبيث، تقوم بالسيطرة على رجل وصبي وتغرقهما بعد أن وثبت عليهما من مجرى مائي قريب.

أدى وصول المسيحية إلى اسكتلندا في القرن السادس إلى تدوين بعض القصص والمعتقدات الشعبية من قبل الكتبة، وهم عادة رهبان مسيحيون، بدلاً من تداولها شفهياً. وتشير بعض الروايات إلى أن كيلبي تبقى حوافره بارزة حتى بعد تحوله إلى الشكل البشري، مما يؤدي إلى ارتباطه بالمفهوم المسيحي عن الشيطان، تمامًا كما هو الحال مع الإله اليوناني بان. يشير روبرت بيرنز إلى مثل هذه الرابطة الشيطانية في قصيدته «خطاب إلى الشيطان» (1786):
عندما يذوب الجليد المُتحلل،
وتطفو الألواح الجليدية وتُجلجل،
عندها، يُطارد كيلبي الماء الفورد(4)
وفق توجيهاتك،
والمسافرون الليليون المفتونون

يمضون لحتفهم.(5)

## الأسر والقتل
القبض على كيلبي وأسره يكون باقتناصه وهو على هيئة الحصان وأيضًا يجب أن يكون بلا لجام أو سرج أو غيرهما من أدوات خاصة بالخيول. في هذه الحالة فقط يمكن القبض عليه وذلك بواسطة رسن مختوم بعلامة الصليب، ثم بعدها يمكن الاستفادة من قوته في إيكال مهام له مثل تدوير عجلة الطاحونة أو نقل أحجارها الثقيلة. تصف إحدى الحكايات الشعبية كيف أنَّ ليرد [الإنجليزية]َ/لوردَ مورفي(6) قبض على كيلبي واستخدمه لحمل الحجارة لكي يبني قلعته. وبمجرد أن انتهى العمل، حرر الليردُ كيلبي، ومن الجلي أنَّ كيلبي لم يكن راض عن معاملته بهذ الطريقة. وقبل أن يغادر كيلبي قام بلعن ليرد مورفي ما أدى إلى اعتقاد أن هذه اللعنة كانت السبب في انقراض عائلة الليرد. نص اللعنة غير واضح(7) لكنه إجمالا يتحدث عن ألم كيلبي وما كان يقاسيه أثناء العمل الشاق وأيضًا عن لعن ليرد مورفي بألَّا يكون له نسل من بعده ينمو ما بقي كيلبي على قيد الحياة. ويُحكى أنَّ بعض كيلبي تظهر وعليها لجام أو سرج، وتبدو بهيئة مغرية لكي تُركب ولكن إذا حدث وركبها أحدهم فإنها ستجري بسرعة براكبها وتُغرقه. ويُقال إذا ظهر كيلبي وعليه لجامًا بالفعل فإنَّ نزع اللجام عنه سيكون بمثابة تعويذة تعمل على طرد الأرواح الشريرة. إنَّ اللجام المُنتزع عن كيلبي له خصائص سحرية فإذا لُوِّحَ به تُجاه أي شخص فسيتحول هذا الشخص إلى حصان أو مُهرٍ بقوة اللجام السحرية. ونرى في الكثير من بلدان قارة آسيا وإفريقية شيء مشابه لهذا الاعتقاد، ففي العراق ولبنان ينتشر اعتقاد شعبي في أنَّ حدوة الحصان المُنتزعة من حوافر الخيل تتمتع بقوة خارقة يمكنها أن تصد العين أو الحسد وتحفظ المكان الذي عُلقت عليه من أي تأثير خارق للطبيعة كالحسد.
وتمامًا كما هو الحال مع المستذئبين السينمائيين، يمكن قتل كيلبي بإصابته برصاصة فضية، وبعد ذلك يُرى أنه لا يتكون إلَّا من كومة «عُشب وكتلة ناعمة مثل الجلي السمكي» وذلك وفقًا لرواية نشرها سبينس. ويُروى أنَّه عندما شعرت عائلة حداد بالخوف من الظهور المتكرر للكيلبي بالقرب من كوخهم الصيفي، تمكن الحداد من تحويله إلى كومة من النشا أو شيء من هذا القبيل بواسطة طعنه برمحين حديديين مُسخنين بالنار اخترقا روحه.

## لوخ نس
في اسكتلندا هناك قصة عن كيلبي مرتبطة بكل مسطح مائي تقريبًا، ولكن الأكثر انتشارًا هو كيلبي بحيرة لوخ نيس. ارتبطت العديد من قصص الأرواح والوحوش الأسطورية بالمنطقة المجاورة للبحيرة، والتي يعود تاريخها إلى تقارير القرن السادس والتي تتحدث عن هزيمة سانت كولومبا لوحشٍ على ضفاف نهر نيس [الإنجليزية]. يقال أنه في أوائل القرن التاسع عشر، ظهر كيلبي بلجامه وسرجه وهو يتجول على شواطئ بحيرة نيس ويصطاد في الغابات المُجاورة. وفي حكاية تعلق على المخلوق السيئ السمعة تروي كيف أنَّ هايلاندر جيمس ماكجريجور يفاجئه ويقطع لجامه، مصدر قوته وحياته، والذي بدونه سيموت في غضون أربع وعشرين ساعة. ونظرًا لأن كيلبي كان يتمتع بقدرة الكلام، فقد حاول دون جدوى مساومة ماكجريجور من أجل أن يُعيد له لجامه. وبعد أن لحق كيلبي ماكجريجور إلى منزله، أخبر ماكجريجور أنه لن يكون قادرًا على دخول المنزل وهو يحمل لجامه بسبب الصليب المعلق على الشرفة. ومع ذلك، تجاهله ماكجريجور وألقى الحزام من خلال النافذة. وفي النهاية، استسلم كيلبي لمصيره المحتوم، وألقى لعنة على ماكجريجور ومضى. حُفظت الأسطورة من خلال تحويلها إلى عدة حكايات عن اللجام تتداولها الأسرة فيما بينها، ويُشار إليها باسم «ويلوكس الكرة واللجام»، والتي كان لها قوة سحرية تشافي الناس حيث صنعت تعويذة منها وذلك عن طريق وضع اللجام في الماء وترديد «باسم الآب والابن والروح القدس» على الماء حيث يمكن بعد ذلك استخدام الماء كعلاج.
التفسير الأكثر شيوعًا والأحدث لوحش بحيرة لوخ نيس بين المؤمنين به هو أنه ينتمي إلى سلسلة من البليزوصورات طويلة العمر، ومع ذلك، أسطورة كيلبي لا تزال موجودة في كتب الأطفال مثل كتاب لآلئ كيلبي (1966) لمولي هنتر وكتاب رونالد جوردون كينج [الإنجليزية] الحصان المائي (1990).

## أصول الاعتقاد
اقترح العالم الفولكلوري غاري ر. فارنر أن أصل الإيمان أو الاعتقاد بأسطورة خيول الماء التي تفترس وتلتهم البشر قد يكون نتيجة للتضحيات البشرية التي قدمت ذات مرة لإرضاء آلهة الماء. وربما أصل هذا الارتباط بين الخيول والتضحية لآلهة الماء جاء من طقوس التضحية بالخيول [الإنجليزية] التي مُورست في الدول الاسكندنافية القديمة. إنَّ الروايات حول كيلبي خدمت غاية عملية وهي إبقاء الأطفال بعيدًا عن المسطحات المائية الخطرة، وكذلك، كانت -الروايات- بمثابة تحذير للشابات اليافعات من الشباب الغرباء ذوي الوسامة ألَّا يقتربن من هؤلاء. وأيضًا استخدمت القصص لفرض المعايير الأخلاقية، لأنها تشير إلى أن المخلوقات تنتقم من الذي يأتي سلوكًا سيئًا في يوم الأحد المخصص للطقوس المقدسة. وربما كان إدخال الشياطين والأرواح في الروايات وغيرها هو وسيلة لتبرير موت من غرقوا من الأطفال والرجال الذين سقطوا عرضًا في المياه العميقة أو المتدفقة بقوة واضطراب.

افترض المؤرخ وعالم الترميز تشارلز ميلتون سميث بأنَّ أسطورة كيلبي قد نشأت من الشاهقة المائية التي يمكن أن تتشكل فوق سطح البحيرات الاسكتلندية، مما يعطي انطباعًا بأنَّ شكلا حيَّا يتحرك في البحيرة وذلك بسبب مرورها فوق البحيرات. وقد ألمح السير والتر سكوت إلى تفسير مشابه في قصيدته الملحمية سيدة البحيرة (1810)، والتي تحتوي على السطور التالية:
شَاهَدَ دوران الدومات العاصفة،
حتى امتلأت عيناه زَبدًا

لمح شيطان النهر ينهض
حيث يستخدم سكوت كلمة «شيطان النهر'» للإشارة إلى «كيلبي». وربما ألمح سكوت أيضًا إلى تفسير عقلاني بديل من خلال تسمية منطقة غادرة من الرمال المتحركة بـ«دفق كيلبي» في روايته عروس لامرمور (1818).

## التمثيلات الفنية

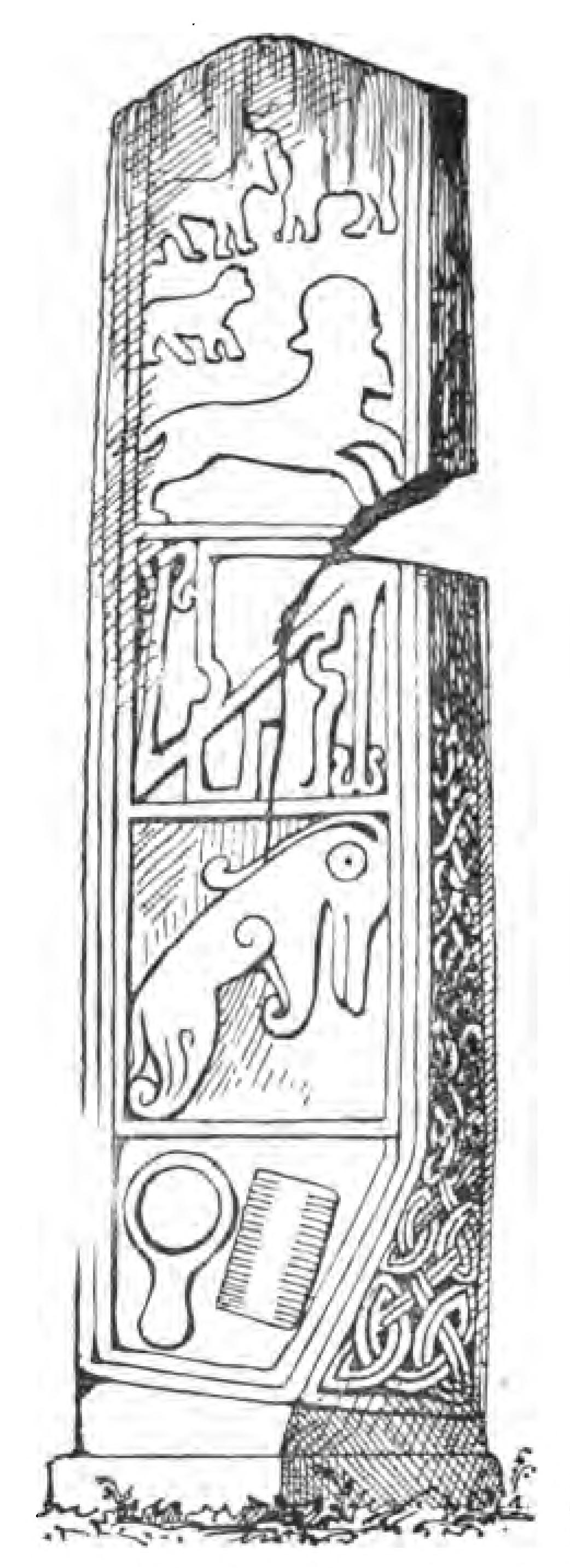
الوحش البيكتيشي مصور على الحجر البيكتي.

قد تكون الأحجار البيكتية التي يرجع تاريخها إلى القرنين السادس والتاسع والتي تتميز بتضمنها اسم الوحش البيكتيشي [الإنجليزية]، أقدم تمثيلات للمخلوق كيلبي أو شبيه بكيلبي. وقد قام الفنان الفيكتوري توماس ميلي داو [الإنجليزية] برسم كيلبي في عام 1895 باعتباره عذراء سوداء الشعر حزينة متوازنة على صخرة، وهو تمثيل شائع لفناني تلك الحقبة. وتُظهر رسمة أخرى كيلبي كعذراء بجانب المسبح، كما في اللوحة الزيتية على الكانفاس للرسام الكلاسيكي درابر من عام 1913. ويرى العالم الفولكلوري نيكولا باون أن الرسامين مثل ميلي داو ودرابر تجاهلوا عمداً الروايات السابقة عن كيلبي وأعادوا تشكيله عن طريق تغيير جنسه وطبيعته.
ومن الأعمال الأخرى، منحوتة كيلبيز والاسم يعبر عن قوة المخلوق الحصاني، هي منحوتة لتمثالين على شكل رأسي حصان يبلغ ارتفاعها 30 مترًا تصور أرواح الماء متغيرة الشكل، في فالكيرك، إسكتلندا. صُممت المنحوتات بواسطة النحات أندي سكوت [الإنجليزية] واكتملت في أكتوبر 2013. تشكل المنحوتتان بوابة عند المدخل الشرقي لقناة فورث وكلايد. تعبر التماثيل عن التراث الأسكتلندي المرتبط بالخيول. افتتحت المنحوتات أمام الجمهور في أبريل 2014.

## الهوامش
- 1. الجُؤذُرُ: جمعها جآذر هو ولد البقرة.[ar 4]
- 2. الأَنْجلَزَة اللغوية: هي عملية تحويل الكلمة أو اللفظ أو الاسم أو المصطلح من لغة أجنبية إلى اللغة الإنجليزية في سبيل جعلها أوضح أو كذلك مكتوبة أو منطوقة أو مفهومة بسهولة أكبر في اللغة الإنجليزية.
- 3. بارا: هي جزيرة في أوتر هبريدس، اسكتلندا، وثاني جزيرة مأهولة في أقصى الجنوب، بعد جزيرة فاترساي [الإنجليزية] المجاورة التي تتصل بها عن طريق جسر قصير. سميت الجزيرة باسم القديس فينبار من كورك [الإنجليزية][68] (حوالي 550-25 سبتمبر 623) كان أسقف كورك ورئيس دير في ما يعرف الآن بمدينة كورك بأيرلندا. وهو شفيع المدينة وقديس أبرشية كورك.[69]
- 4. الفورد: هي أرواح مائية خيالية.[70]
- 5. للمزيد يُنظر: Robert (1830), An Address to the Deil ... with explanatory notes. Illustrated by numerous engravings on wood, after designs by Thomas Landseer, p 14.
- 6. قد يكون اسم مورفي من أصل بريتوني [الإنجليزية]،[71] ومشتق من عنصر قريب من الويلزية مورفا، مما يعني «سهل البحر».[71] أما الاسم ليرد يعني مالك أرض أو عقار أو إرث والصيغة الاسكتلندية المماثلة هي لورد.
- 7. نص اللعنة: "Sair back and sair banes/ Drivin' the Laird o' Morphies's stanes,/ The Laird o' Morphie'll never thrive/ As lang's the kelpy is alive". خارج الماضي وخارج الأذى، قيد الليردو مورفيوس حجرًا، سوف لن يزدهر الليرد من مورفي أبدًا، طالما كيلبي على قيد الحياة.

### فهرس المراجع
بلغات أجنبية
1. ↑  مُعرِّف نظام المقبض: 2027/hvd.hwhq6x?urlappend=;seq=534. وصلة مرجع: https://books.google.com/books?id=NfA_AAAAYAAJ&pg=RA2-PA72.
2. ↑  وصلة مرجع: https://www.archive.org/details/transactionsofro01roya/page/72.
3. ↑  "kelpie, n.1."، Oxford English Dictionary (ط. online)، Oxford University Press، 2014، مؤرشف من الأصل في 2020-10-02، اطلع عليه بتاريخ 2014-05-04
4. ↑  Carlyle 1788، صفحة 72.
5. ↑  "kelpie, n"، A Dictionary of the Older Scottish Tongue (up to 1700) (ط. online)، مؤرشف من الأصل في 2020-11-27، اطلع عليه بتاريخ 2014-07-06
6. ↑  Jozef Schmidt. Author article in English on WordPress, philosophy website نسخة محفوظة 26 سبتمبر 2020 على موقع واي باك مشين.
7. 1 2 3 4  Westwood & Kingshill 2012، صفحة 364.
8. ↑  Westwood & Kingshill 2012، صفحة 364
9. 1 2  Monaghan 2009، صفحات ix, xi, xv.
10. ↑  H. P. BLAVATSKY, ISIS UNVEILED: A MASTER-KEY TO THE MYSTERIES OF ANCIENT AND MODERN SCIENCE AND THEOLOGY , VOL. I. - SCIENCE, p xxix
11. ↑  Gregorson Campbell 1900، صفحة 215.
12. ↑  Spence، L. (4 مارس 1933)، "Mythical Beasts: in Scottish Folklore"، The Scotsman، بروكويست 489688325 {{استشهاد}}: templatestyles stripmarker في |المعرف= في مكان 1 (مساعدة)
13. ↑  Briggs, Katharine, An Encyclopedia of Fairies, quoted in Bown 2001، صفحات 177–178
14. ↑  Scott، Walter (1884) [1810]، The lady of the lake: a poem، Lippincott، ص. 277 (Note V to st. vii, p. 89)، مؤرشف من الأصل في 2016-04-07، River Demon, or River Horse ... is the Kelpy of the Lowlands ... He frequents most Highland lakes and rivers; and one of his most memorable exploits performed on the banks of Loch Vennachar.
15. 1 2  Graham 1812، صفحة 245.
16. ↑  MacKillop، James (2004)، "kelpie, kelpy, waterkelpie"، A Dictionary of Celtic Mythology (ط. online)، Oxford University Press، ISBN:9780198609674، مؤرشف من الأصل في 2018-03-23، اطلع عليه بتاريخ 2014-05-06
17. ↑  Gregorson Campbell 2008، صفحة 320.
18. ↑  Blind 1881، صفحة 189.
19. ↑  Middleton 2012، صفحة 44.
20. 1 2 3 4 5  Varner 2007، صفحة 24.
21. 1 2  McPherson 1929، صفحة 61.
22. ↑  Gregor 1881، صفحة 38.
23. ↑  Blind 1881، صفحة 200.
24. ↑  McPherson 1929، صفحة 63.
25. ↑  Buchan & Olson 1997.
26. ↑  Gregor 1883، صفحة 292.
27. 1 2  Anonymous 1887، صفحة 513.
28. ↑  Campbell 1860، صفحة lxxxvi.
29. ↑  MacKillop، James (2004)، "each uisce, each uisge, aughisky"، A Dictionary of Celtic Mythology (ط. online)، Oxford University Press، ISBN:9780198609674، اطلع عليه بتاريخ 2014-05-22
30. ↑  Anonymous 1887، صفحة 512.
31. ↑  Gregorson Campbell 1900، صفحات 208–209.
32. ↑  Campbell 1860a، صفحة 64.
33. ↑  Dempster 1888، صفحة 172.
34. ↑  Bowman 2008، صفحات 346–348.
35. ↑  Westwood & Kingshill 2012، صفحة 356.
36. ↑  MacKillop، James (2004)، "tarroo ushtey, theroo ushta"، A Dictionary of Celtic Mythology (ط. online)، Oxford University Press، ISBN:9780198609674، مؤرشف من الأصل في 2018-02-08، اطلع عليه بتاريخ 2014-05-17
37. ↑  Lamont-Brown 1996، صفحة 19.
38. ↑  McPherson 1929، صفحة 62
39. ↑  Gregor 1883، صفحات 293–294.
40. ↑  MacKillop، James (2004)، "kelpie, kelpy, waterkelpie"، A Dictionary of Celtic Mythology (ط. online)، Oxford University Press، ISBN:9780198609674، مؤرشف من الأصل في 2020-10-02، اطلع عليه بتاريخ 2014-05-06
41. ↑  McNeil 2001، صفحات 68–72.
42. ↑  Westwood & Kingshill 2012، صفحات 423–424.
43. 1 2  Spence 1999، صفحة 91.
44. ↑  Chambers 1870، صفحات 334–335.
45. 1 2  Mackinlay 1893، صفحة 174.
46. ↑  Spence 1999، صفحة 19
47. ↑  "محمد لفته محل - الحسد في المجتمع العراقي المعاصر". الحوار المتمدن. مؤرشف من الأصل في 2020-10-05. اطلع عليه بتاريخ 2020-10-05.
48. ↑  "الحسد شر يحرق النعمة". www.alkhaleej.ae. مؤرشف من الأصل في 2020-10-05. اطلع عليه بتاريخ 2020-10-05.
49. ↑  Varner 2007، صفحة 23
50. ↑  Spence 1999، صفحة 95
51. ↑  Gregor 1881، صفحة 66
52. ↑  Westwood & Kingshill 2012، صفحة 458
53. ↑  Stewart 1823، صفحات 102–107.
54. ↑  Black 1893، صفحة 501
55. ↑  Stewart 1823، صفحة 102
56. ↑  Harmsworth 2010، صفحة 310
57. ↑  Gath Whitley 1911، صفحة 147.
58. ↑  Gath Whitley 1911، صفحة 147
59. ↑  Campbell 2002، صفحة 1
60. ↑  Milton Smith 2009، صفحة 44.
61. ↑  Scott, Walter (1884) [1810], The lady of the lake: a poem, Lippincott, p. 277 (Note V to st. vii, p. 89), "River Demon, or River Horse ... is the Kelpy of the Lowlands ... He frequents most Highland lakes and rivers; and one of his most memorable exploits performed on the banks of Loch Vennachar."
62. ↑  Scott، Maggie (نوفمبر 2010)، "Scots Word of the Season: Kelpie"، The Bottle Imp، جامعة غلاسكو، مؤرشف من الأصل في 2014-05-08، اطلع عليه بتاريخ 2014-05-17
63. ↑  Cessford، Craig (يونيو 2005)، Ragan، Elizabeth (المحرر)، "Pictish Art and the Sea"، The Heroic Age، ج. 8، ص. 3، ISSN:1526-1867، مؤرشف من الأصل في 2017-03-20، اطلع عليه بتاريخ 2017-05-12
64. ↑  Martin 1902، صفحة 12
65. 1 2  The Kelpie، متاحف ليفربول الوطنية، معرض ليدي ليفر الفني، مؤرشف من الأصل في 2014-05-08، اطلع عليه بتاريخ 2014-05-05
66. ↑  Bown 2001، صفحة 218
67. ↑  Brocklehurst، Steven (6 مايو 2014)، "The man who created The Kelpies"، بي بي سي نيوز، مؤرشف من الأصل في 2014-05-09، اطلع عليه بتاريخ 2014-05-08
68. ↑  Census 2011 stats BBC News. Retrieved 20 April 2014. نسخة محفوظة 2020-10-03 على موقع واي باك مشين.
69. ↑  "CATHOLIC ENCYCLOPEDIA: St. Finbarr". www.newadvent.org. مؤرشف من الأصل في 2020-10-03. اطلع عليه بتاريخ 2020-10-03.
70. ↑  Robert (1859). The poetical works and letters of Robert Burns (بالإنجليزية). p 68: Gall & Inglis. Archived from the original on 2020-10-03.{{استشهاد بكتاب}}:  صيانة الاستشهاد: مكان (link)
71. 1 2  Watson & Taylor 1926، صفحة 378

باللغة العربية
1. ↑  البعلبكي 2009، صفحة 630
2. 1 2  إمام 1995، صفحة 267
3. ↑  عبود 2018، صفحة 466
4. ↑  ابن منظور 2009، صفحة 145

### معلومات المراجع
باللغة الإنكليزية
- Anonymous (1887)، "Tales of the Water-Kelpie"، Celtic Magazine، Mackenzie، ج. XII، مؤرشف من الأصل في 2020-09-29 Alt URL
- Black، George F. (1893)، "Scottish Charms and Amulets"، Proceedings of the Society of Antiquaries of Scotland، ج. 27
- Blind، Karl (1881)، "Scottish, Shetlandic and Germanic Water Tales"، The Contemporary Review، Strahan، ج. XL، مؤرشف من الأصل في 2022-04-25
- Bowman، Marion (2008)، "Jennifer Westwood (1940–2008)"، Folklore، ج. 119، ص. 346–348، DOI:10.1080/00155870802352293
- Bown، Nicola (2001)، Fairies in Nineteenth-Century Art and Literature، Cambridge University Press، ISBN:978-0-521-79315-5
- Buchan، David؛ Olson، Ian A. (1997)، "Walter Gregor (1825–97): A Life and Preliminary Bibliography"، Folklore، ج. 108 ع. 1–2: 115–117، DOI:10.1080/0015587X.1997.9715949، مؤرشف من الأصل في 2020-09-29 – عبر مكتبة كويستيا على الإنترنت
- Campbell، Steuart (2002)، The Loch Ness Monster: The Evidence، Birlinn، مؤرشف من الأصل في 2020-09-29  – via مكتبة كويستيا على الإنترنت (التسجيل مطلوب)
- Campbell، John Francis (1860)، Popular Tales of the West Highlands، Edmonston and Douglas، ج. I، مؤرشف من الأصل في 2022-01-13
- Campbell، John Francis (1860a)، Popular Tales of the West Highlands، Edmonston and Douglas، ج. II، مؤرشف من الأصل في 2022-01-13
- Carlyle، Alexander (1788)، "An Ode on the Popular Superstitions of the Highlands. Written by the late William Collins"، Transactions of the Royal Society of Edinburgh، ج. I، مؤرشف من الأصل في 2022-01-13
- Chambers، Robert (1870)، Popular Rhymes of Scotland، Chambers، مؤرشف من الأصل في 2022-01-13
- Dempster، Charlotte (1888)، The Folk-Lore Journal، ج. VI، مؤرشف من الأصل في 2022-01-13
- Gath Whitley، Derek (1911)، "Cornish Serpent Divinity of the Sea"، Records of the Past، ج. 10
- Graham، Patrick (1812) [1810]، Sketches of Perthshire (ط. 2nd)، James Ballantyne and Co.، مؤرشف من الأصل في 2020-09-29
- Gregor، Walter (1881)، Notes on the Folk Lore of North East Scotland، Elliot Stock، مؤرشف من الأصل في 2022-01-13
- Gregor، Walter (1883)، The Folk-Lore Journal، ج. 1، مؤرشف من الأصل في 2022-01-13
- Gregorson Campbell، John (1900)، Superstitions of the Highlands and Islands of Scotland، James MacLehose، مؤرشف من الأصل في 2022-01-13
- Gregorson Campbell، John (2008) [1990 & 1902]، Black، Ronald (المحرر)، The Gaelic Otherworld: Superstitions of the Highlands and the Islands and Witchcraft and Second Sight in the Highlands and Islands of Scotland، Birlinn، ISBN:978-1-84158-733-2، مؤرشف من الأصل في 2022-12-29
- Harmsworth، Tony (2010)، Loch Ness, Nessie & Me، Createspace، ISBN:978-1-4563-8023-6
- Lamont-Brown، Raymond (1996)، Scottish Folklore، Birlinn، ISBN:978-1-874744-58-0
- Martin، David (1902)، The Glasgow School of Painting، George Bell & Sons، مؤرشف من الأصل في 2022-01-13
- Mackinlay، James M. (1893)، Folklore Of Scottish Lochs And Springs، W. Hodge، ISBN:978-0-7661-8333-9، مؤرشف من الأصل في 2022-01-13
- McNeil، Heather (2001)، The Celtic Breeze: Stories of the Otherworld from Scotland, Ireland, and Wales، Libraries Unlimited، ISBN:978-1-56308-778-3
- McPherson، Joseph McKenzie (1929)، "Primitive beliefs in the north-east of Scotland"، Nature، Longmans, Green، ج. 124، ص. 175، Bibcode:1929Natur.124Q.175.، DOI:10.1038/124175a0، مؤرشف من الأصل في 2022-11-20
- Middleton، Nick (2012)، Rivers: A Very Short Introduction، Oxford University Press، ISBN:978-0-19-958867-1، مؤرشف من الأصل في 2020-09-29
- Milton Smith، Charles (2009)، Our Spiritual Journey: The Language of Life، Dreamstairway Books، ISBN:978-1-907091-02-5
- Monaghan، Patricia (2009)، The Encyclopedia of Celtic Mythology and Folklore، Infobase Publishing، ISBN:978-1-4381-1037-0، مؤرشف من الأصل في 2022-12-29
- Spence، Lewis (1999) [1945]، The Magic Arts in Celtic Britain، Courier Dover Publications، ISBN:978-0-486-40447-9، مؤرشف من الأصل في 2020-09-29
- Stewart، William Grant (1823)، The Popular Superstitions and Festive Amusements of the Highlanders of Scotland، A. Constable، مؤرشف من الأصل في 2022-01-13
- Varner، Gary R. (2007)، Creatures in the Mist: Little People, Wild Men and Spirit Beings around the World: A Study in Comparative Mythology، Algora، ISBN:978-0-87586-545-4، مؤرشف من الأصل في 2020-09-29 – عبر مكتبة كويستيا على الإنترنت
- Westwood، Jennifer؛ Kingshill، Sophia (2012)، The Lore of Scotland: A Guide to Scottish Legends، Random House، ISBN:978-1-4090-6171-7، مؤرشف من الأصل في 2022-12-18
- Watson، W.J.؛ Taylor، Simon (1926). The Celtic Place-Names of Scotland (ط. 2011). Birlinn. ص. 378. ISBN:9781906566357.

باللغة العربية
- عبود، حنا (2018). موسوعة الأساطير العالميَّة (ط. الأولى). دار الحوار للطباعة والنشر والتوزيع، سوريا - اللاذقيَّة.
- إمام، إمام عبد الفتاح (1995). معجم ديانات وأساطير العالم (ط. الأولى). مكتبة مدبولي، مصر. ج. الجزء الثاني.
- البعلبكي، منير ورمزي منير (2009). المورد الحديث: قاموس إنكليزي-عربي حديث. دار العلم للملايين، بيروت - لبنان.
- ابن منظور، جمال الدين أبي الفضل محمد (2009). لسان العرب. دار الكتب العالمية. ج. الجزء الرابع.